# Ernesto Díaz (bailarín)
Ernesto Díaz es un bailarín cubano, integrante del Ballet Nacional de Cuba.
Es primer solista del Ballet Nacional de Cuba. Ha actuado en diversas presentaciones del Ballet, entre ellas Don Quijote, El Cascanueces, La Cenicienta y Giselle, y ha participado en varias de sus giras por América y Europa.
Participó como actor en la película documental Suite Habana (2003), escrita y dirigida por Fernando Pérez.